# Tadeusz Słowakiewicz
Tadeusz Słowakiewicz (ur. 8 lutego 1953 w Nowym Targu) – polski hokeista grający na pozycji bramkarza, reprezentant kraju. Zawodnik Podhala Nowy Targ.

## Kariera
Tadeusz Słowakiewicz przez całą swoją karierę sportową grał w Podhalu Nowy Targ, którego reprezentował w latach 1972–1984. Zdobył z tym klubem 8-krotnie mistrzostwo Polski (1972–1979), trzykrotnie wicemistrzostwo Polski (1980–1982), 3. miejsce w ekstraklasie w sezonie 1983/1984 oraz dotarł do finału Pucharu „Sportu” i PZHL 1982, w którym przegrał rywalizację z Naprzodem Janów (3:1, 3:7).

## Kariera reprezentacyjna
Tadeusz Słowakiewicz z reprezentacją Polski U-19 wystąpił na mistrzostwach Europy juniorów 1972 Grupy B w szwajcarskim Lyss, na których Biało-Czerwoni wygrali Grupę A z kompletem 8 punktów, jednak w decydującym meczu przegrali 4:2 z reprezentacją Szwajcarii U-19, która tym samym awansowała do Grupy A mistrzostwach Europy juniorów 1973 w radzieckim Leningradzie.
Natomiast w seniorskiej reprezentacji Polski w latach 1975–1978 rozegrał 7 meczów oraz 4-krotnie wystąpił na mistrzostwach świata (1973 – rezerwowy, 1975, 1977 – rezerwowy, 1978 – awans). Na mistrzostwach świata 1975 w RFN, 6 kwietnia 1975 roku w Monachium, podczas przegranego 13:2 meczu z reprezentacją ZSRR, w 41. minucie zaliczył asystę przy golu Walentego Ziętary na 10:1.

## Sukcesy
Podhale Nowy Targ
- Mistrzostwo Polski: 1972, 1973, 1974, 1975, 1976, 1977, 1978, 1979
- Wicemistrzostwo Polski: 1980, 1981, 1982
- 3. miejsce w ekstraklasie: 1984
- Finał Pucharu „Sportu” i PZHL: 1982

Reprezentacyjne
- Awans do Grupy A mistrzostw świata: 1978